# ایستگاه راه‌آهن شرفخانه
ایستگاه راه‌آهن شرفخانه در شهر شرفخانه، واقع در آذربایجان شرقی و ساحل شمالی دریاچه ارومیه واقع شده‌است. این ایستگاه تحت مالکیت شرکت راه‌آهن جمهوری اسلامی ایران قرار دارد.

## خط راه‌آهن
- خط راه‌آهن -وان-صوفیان(-تبریز) (tr)